# Paradox van Newcomb
De paradox van Newcomb is een gedachte-experiment van een spel tussen twee spelers, waarvan één de toekomst kan voorspellen.
Deze paradox is bedacht door William Newcomb van de Universiteit van Californië. Het werd echter voor het eerst gepubliceerd en geanalyseerd in een artikel van Robert Nozick in 1969, en verscheen 1973 in het maartnummer van Scientific American, in de rubriek Mathematical Games van Martin Gardner. Tegenwoordig is het een veelbesproken probleem binnen de filosofische tak van de beslissingsleer.

## De paradox
In dit spel staan een speler en een voorspeller, die de toekomst kan voorzien, voor twee dozen, aangeduid met A en B. De speler kan kiezen tussen alleen doos B of beide dozen A en B. Hij weet het volgende:
- Doos A is doorzichtig en bevat zichtbaar $ 1.000.
- Doos B is ondoorzichtig en is al door de voorspeller gevuld:
  - Als de voorspeller heeft voorzien dat de speler beide dozen A en B zal nemen, bevat doos B niets.
  - Als de voorspeller heeft voorzien dat de speler alleen doos B zal nemen, bevat doos B $ 1.000.000.

Hoewel de speler deze informatie kent, weet hij bij zijn keuze niet wat de voorspeller heeft voorzien.

## Strategieën
Er zijn twee beredeneringen voor dit spel:
1. Als de speler alleen doos B opent, zal de voorspeller dat hebben voorzien en $ 1.000.000 in doos B hebben gedaan. Als de speler beide dozen kiest zit er in B niets. Dus de speler kan beter alleen doos B kiezen.
2. Nadat de voorspeller doos B heeft gevuld, kan hij dat niet meer veranderen. Als de voorspeller doos B heeft gevuld met $ 1.000.000 en de speler kiest beide dozen krijgt hij uit doos A $ 1.000 extra. Als de voorspeller in doos B niets heeft gedaan krijgt de speler uit doos A in ieder geval nog $ 1.000.

| Voorspelde keuze | Werkelijke keuze | Uitbetaling |
| ---------------- | ---------------- | ----------- |
| (A en B)         | (A en B)         | $ 1.000     |
| (A en B)         | B                | $0          |
| B                | (A en B)         | $ 1.001.000 |
| B                | B                | $ 1.000.000 |

In zijn artikel uit 1969 merkte Nozick op: "Voor bijna iedereen is het volkomen duidelijk wat de juiste beslissing moet zijn. De moeilijkheid is dat men bijna gelijk verdeeld is over de ene of de andere keuze, terwijl velen tevens vinden dat de groep met de andere keuze onnozel is."  Het probleem houdt de filosofen tot op de dag van vandaag bezig.
Het probleem wordt een paradox genoemd omdat twee analyses, die beide intuïtief logisch lijken, tegenstrijdige antwoorden geven op de vraag welke strategie de uitbetaling aan de speler maximaliseert.